# Reajuste das sibilantes do castelhano

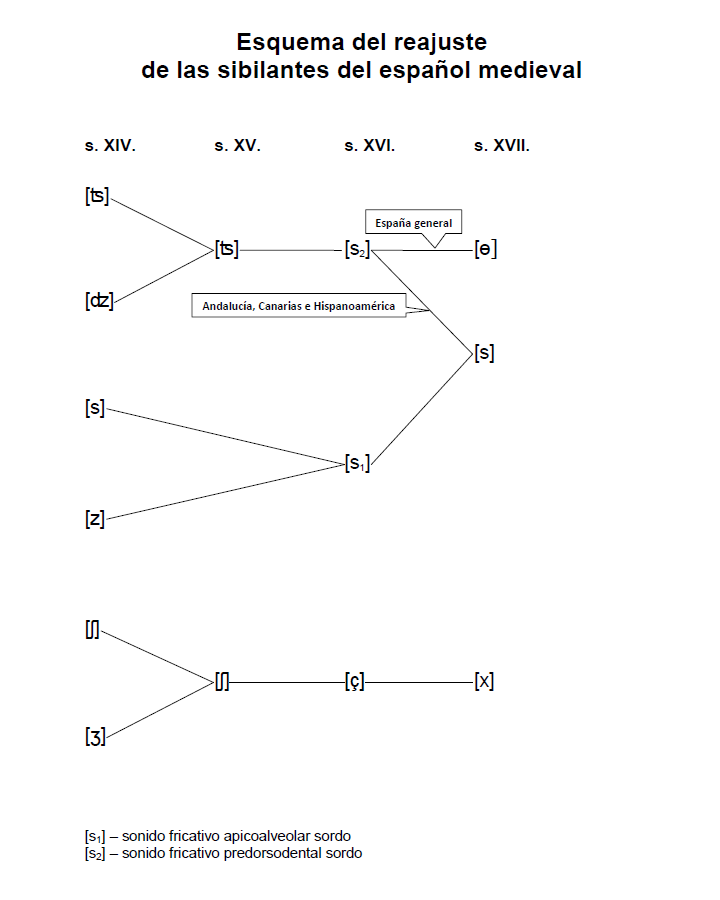
Mudanças fonéticas envolvidas no ajuste das sibilantes do castelhano.

O reajuste das consoantes sibilantes foi um processo de evolução fonética característico do castelhano, que aconteceu durante os séculos XVI e XVII, dando origem ao sistema consonantal atual do idioma espanhol.

## Descrição fonética
Entre as consoantes do castelhano antigo falado aproximadamente até o início do século XIII, encontravam-se os seguintes pares de sibilantes, surdas e sonoras, com valor de distinção fonológica: 
- Duas africadas alveolares, surda e sonora: /ʦ/ e /ʣ/ (como o z do italiano, ou da palavra pizza), representadas pelas grafias ç (c ante i/e)  e z, exatamente igual ao português arcaico;
- Duas fricativas apicoalveolares, surda e sonora: /s/ e /z/, representadas pelo s no início de sílabas e final de palavras ou por ss para /s/ e s para /z/ entre vogais, como no português moderno;
- Duas fricativas pós-alveolares, surda e sonora:  /ʃ/ (como o nosso ch ou x) e /ʒ/ (como o nosso j), representadas por x e j (g antes de e, i), como no português moderno.

Durante os séculos XVI e XVII, ocorreu um processo de mudanças fonéticas que deve ter começado já no século XV, que se pode resumir em três etapas principais: 
1. Perdeu-se o contraste entre as consoantes surdas e sonoras, reduzindo os seis fonemas a três: /ʦ/, /s/ e /ʃ/.
2. A africada alveolar surda /ʦ/ tornou-se uma fricativa [s] pré-dorsodental (idêntica à pronúncia atual das variedades do castelhano na América e na Andaluzia seseantes), logo nas variedades no norte da Espanha foi defrontado, tornando-se uma interdental fricativa surda /θ/ (como o th do inglês em thing). Em alguns dialetos não houve a mudança para /θ/ (Andaluzia, Ilhas Canárias, América), mantendo-se o [s] pré-dorsodental, além do /s/ apicoalveolar que também passou a ser pré-dorsodental na Andaluzia, Canárias e na América Hispânica (regiões conhecidas como zonas de seseo), ou seja, as maiores regiões de fala espanhola.
3. O ponto de articulação da fricativa pós-alveolar surda /ʃ/ (o som do ch em chá) foi posposto, velarizando-se para /x/, o som moderno do j e do g (antes de e e i) em castelhano, embora se suponha que houve um estado intermediário entre /ʃ/ e /x/, que corresponderia a [ç] (como o ch alemão em ich) e que depois se velarizaria.

Completando-se estas mudanças fonéticas, o sistema consonantal do castelhano moderno se consolidou.
| Grafia antiga      | Ortografia antiga                 | Pronúncia AFI | Pronúncia AFI | Pronúncia AFI | Pronúncia AFI | Ortografia atual             | Grafia atual    |
| Grafia antiga      | Ortografia antiga                 | Século XIV    | Século XV     | Século XVI    | Século XVII   | Ortografia atual             | Grafia atual    |
| ------------------ | --------------------------------- | ------------- | ------------- | ------------- | ------------- | ---------------------------- | --------------- |
| ç, c (ante e/i)    | coraçón, nascer (coração, nascer) | [t͡s̻]          | [t͡s̻]          | [s̻]           | [θ]           | corazón, nacer, razón, hacer | z, c (ante e/i) |
| z                  | razón, fazer (razão, fazer)       | [d͡z̻]          | [t͡s̻]          | [s̻]           | [θ]           | corazón, nacer, razón, hacer | z, c (ante e/i) |
| s- (ao início), ss | ser, fuesse                       | [s̺]           | [s̺]           | [s̺]           | [s̺]           | ser, fuese, mesa, casa       | s               |
| -s- (entre vogais) | mesa, casa (mesa, casa)           | [z̺]           | [s̺]           | [s̺]           | [s̺]           | ser, fuese, mesa, casa       | s               |
| ch                 | cachorro (filhote ou cachorrinho) | [t͡ʃ]          | [t͡ʃ]          | [t͡ʃ]          | [t͡ʃ]          | cachorro                     | ch              |
| x                  | Xavier, dixe (Xavier, disse)      | [ʃ]           | [ʃ]           | [ç]           | [x ~ χ]       | Javier, dije                 | j, g (ante e/i) |
| j, g (ante e/i)    | gente, fijo (gente, filho)        | [d͡ʒ ~ ʒ]      | [ʃ]           | [ç]           | [x ~ χ]       | gente, hijo                  | j, g (ante e/i) |

| Grafia antiga      | Ortografia antiga                 | Pronúncia AFI | Pronúncia AFI | Pronúncia AFI | Pronúncia AFI | Ortografia atual | Grafia atual    |
| Grafia antiga      | Ortografia antiga                 | Século XIV    | Século XV     | Século XVI    | Século XVII   | Ortografia atual | Grafia atual    |
| ------------------ | --------------------------------- | ------------- | ------------- | ------------- | ------------- | ---------------- | --------------- |
| ç, c (ante e/i)    | coraçón, nascer (coração, nascer) | [t͡s̻]          | [s̻]           | [s̻]           | [s ~ θ]       | corazón, nacer   | z, c (ante e/i) |
| s- (ao início), ss | ser, fuesse (ser, fosse)          | [s̺]           | [s̺]           | [s̻]           | [s ~ θ]       | ser, fuese       | s               |
| z                  | razón, fazer (razão, fazer)       | [d͡z̻]          | [z̻]           | [z]           | [s ~ θ]       | razón, hacer     | z, c (ante e/i) |
| -s- (entre vogais) | mesa, casa (mesa, casa)           | [z̺]           | [z̺]           | [z]           | [s ~ θ]       | mesa, casa       | s               |
| ch                 | cachorro (filhote ou cachorrinho) | [t͡ʃ]          | [t͡ʃ]          | [t͡ʃ ~ ʃ]      | [t͡ʃ ~ ʃ]      | cachorro         | ch              |
| x                  | Xavier, dixe (Xavier, disse)      | [ʃ]           | [ʃ]           | [ç]           | [x ~ χ ~ h]   | Javier, dije     | j, g (ante e/i) |
| j, g (ante e/i)    | gente, fijo (gente, filho)        | [d͡ʒ ~ ʒ]      | [ʃ]           | [ç]           | [x ~ χ ~ h]   | gente, hijo      | j, g (ante e/i) |

Completando estes reajustes fonéticos, consolidou-se o sistema consonântico del espanhol moderno. Mas o judeu-espanhol, após ele ser isolado do núcleo hispânico pela expulsão dos judeus em 1492, as sibilantes mudaram de maneira diferente, muito similar ao português moderno e igual ao seu contemporâneo do século XVI.
| Grafia                 | Ortografia                                       | Pronúncia AFI | Pronúncia AFI | Pronúncia AFI |
| Grafia                 | Ortografia                                       | Século XIV    | Século XV     | Século XVI    |
| ---------------------- | ------------------------------------------------ | ------------- | ------------- | ------------- |
| ç, c (ante e/i) ס      | coraçón, nascer קוראסון, נאסיר (coração, nascer) | [t͡s̻]          | [s̻]           | [s]           |
| s- (ao início), ss שׂ   | ser, fuesse שׂיר, פואישׂי (ser, fosse)             | [s̺]           | [s̺]           | [s]           |
| z ז                    | razón, fazer ראזון, פֿאזיר (razão, fazer)         | [d͡z̻]          | [z̻]           | [z]           |
| -s- (entre vogais) ז   | mesa, casa מיזה, קאזה (mesa, casa)               | [z̺]           | [z̺]           | [z]           |
| ch גּ׳                  | cachorro קאגּ׳ורּו (filhote ou cachorrinho)        | [t͡ʃ]          | [t͡ʃ]          | [t͡ʃ]          |
| x שׁ                    | Xavier, dixe שׁאבֿייר, דישׁי (Xavier, disse)        | [ʃ]           | [ʃ]           | [ʃ]           |
| j, g (ante e/i) גֿ׳, ז׳ | gente, fijo גֿ׳ינטי, פֿיז׳ו (gente, filho)         | [d͡ʒ ~ ʒ]      | [d͡ʒ ~ ʒ]      | [d͡ʒ ~ ʒ]      |

## Possíveis causas
As mudanças fonéticas são processos naturais que acontecem em todas as línguas. Embora existam leis fonéticas gerais que são independentes da genealogia linguística, é difícil falar de casualidades estritas já que os processos aleatórios são apoiados na tendência de simplificação dos falantes, por mais que em certos casos tenha que se levar em conta fatores condicionantes. No caso do reajuste consonantal do castelhano se menciona com frequência que os alófonos principais [s̪̺, s̺, ʃ] (pré-dorsoalveolar, apicoalveolar, pós-alveolar) das três sibilantes do espanhol do século XVI se concentravam num espaço de articulação reduzido, por isso o contraste fonético era pequeno; depois da mudança o contraste ficou mais claro. Obviamente tais processos de evolução não ocorrem do dia para a noite, mas são fenômenos relativamente lentos que requerem muito tempo, medido normalmente em séculos. 
Ao tratar de evoluções e mudanças fonéticas, deve-se considerar que nunca têm apenas um motivo, mas sim vários atuando juntos. Entre as causas motivadoras, os linguistas distinguem causas externas e internas, e deve-se levar em conta ambas as causas ao examinar um fato concreto. Causas externas podem ser, por exemplo, as diferentes influências de um substrato e as causas internas, as tendências de simplificação ou o nível cultural dos falantes, etc. Neste caso concreto, alguns linguistas consideram que a perda das sonoras se deveu a um bilinguismo castelhano-basco (já que nesta última língua não existiam sibilantes sonoras); outros consideram que somente se tratava de uma simplificação interna por causas estruturais. 
Em toda a língua, os sons cuja função de distinção e contraste é pequena têm maior possibilidade de desaparecer porque são menos estáveis a flutuações da pronúncia. Por exemplo, no castelhano medieval não existiam muitas palavras (senão nenhuma) que contrastassem /ʦ/ (ç) e /ʣ/ (z), ou também /s/ e /z/, portanto não causou muito problema o desaparecimento da sonoridade. Pelo contrário, levando em conta que a pronúncia do /s/ era apicoalveolar (tal como é hoje nas variedades do norte da Espanha), não havia muita diferença acústica entre /s/ e /ʃ/. Por isso, para manter e reforçar a diferença fonológica entre os dois fonemas, os falantes começaram a exagerar a pronúncia do /ʃ/, pondo o seu ponto de articulação cada vez mais para trás, produzindo provavelmente [ç], até chegar ao /x/ atual. Um processo similar aconteceu nas variedades no centro-norte da Espanha depois da desafricação de /ʦ/, sendo o som resultante um /s/ pré-dorsodental, que acusticamente era quase impossível de distinguir do /s/ apicoalveolar: portanto a solução do problema era defrontar o ponto de articulação da /s/ pré-dorsodental chegando ao som interdental moderno /θ/.